# Widia

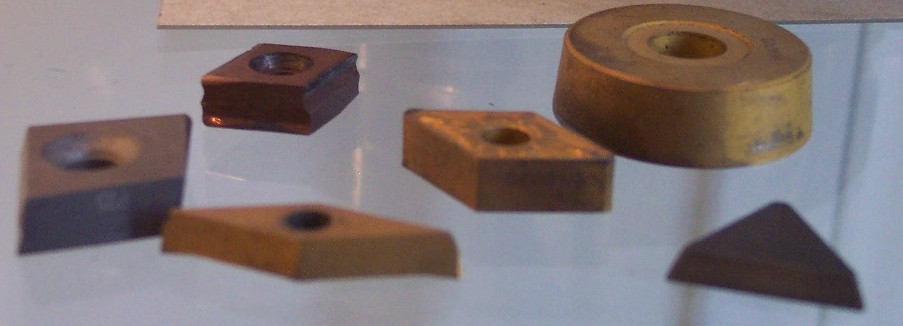
Utensili in Widia

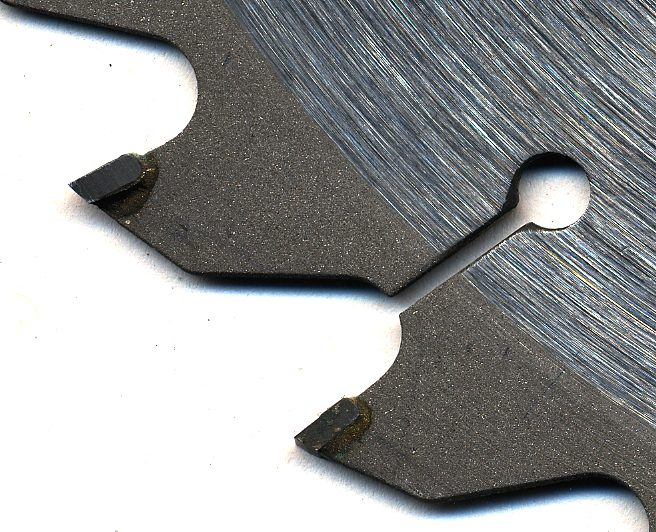
Inserti in Widia su una lama circolare da legno

Il Widia, anche conosciuto come carburo cementato, Carboloy o metallo duro, è un materiale utilizzato nelle lavorazioni meccaniche consistente di particelle dure di carburo di tungsteno inglobate in una matrice metallica (spesso cobalto). La denominazione gergale widia deriva dal marchio registrato dalla Friedrich Krupp AG, registrazione avvenuta il 25 dicembre 1925. WIe DIAmant significa come diamante in lingua tedesca.
Viene prodotto attraverso il processo della sinterizzazione, cioè polveri fini delle componenti vengono mescolate, pressate e poi riscaldate mantenendo una pressione alta in modo che i granuli delle polveri si uniscano a formare un pezzo unico. Questo significa che i metalli duri non sono metalli veri e propri, ma carburi (80-95%) legati da un metallo.
I carburi utilizzati sono per lo più carburo di tungsteno, di titanio e di tantalio.
Se prevale il carburo di titanio e il cobalto viene sostituito con nichel, il materiale viene denominato cermet (dall'inglese Ceramic Metal). Se i componenti dei metalli duri o elementi simili vengono uniti tramite fusione, si tratta di stelliti.
I metalli duri vengono utilizzati per realizzare utensili per processi industriali ad asportazione di truciolo (tornitura, fresatura, foratura maschiatura) oppure per ogni altro processo nel quale viene richiesto un materiale di elevata durezza (taglio, frantumazione, etc.). Utensili in metallo duro sono più duri di quelli in acciaio rapido e super rapido (HV 1500 rispetto a HV 1000) e resistono a temperature di taglio più elevate (1000 °C rispetto a 600 °C) e permettono quindi velocità di lavorazione superiori. Uno svantaggio del metallo duro è la tenacità minore rispetto all'acciaio rapido.
A seconda del loro utilizzo, i metalli duri vengono definiti con una lettera e due cifre, p.e. un metallo duro del tipo K01 è destinato alla finitura (01) di acciai temprati o materiali con caratteristiche simili (K). 
I metalli duri sono in commercio sotto forma di inserti di forma standardizzata (per il fissaggio meccanico sull'utensile), piastre (per il fissaggio tramite brasatura) o barrette (per l'esecuzione di utensili a misura).
Per aumentare le prestazioni i metalli duri possono presentare un rivestimento sottile di nitruro di titanio (TiN, di colore giallo), carburo di titanio (TiC), carbonitruro di titanio (TiCN), allumina (Al2O3), diamante policristallino o altro.

## Utilizzi
Le placchette in widia vengono utilizzate ad esempio nelle lame delle seghe circolari o negli utensili per lavorazioni al tornio o inserti da taglio per il trapano oppure per la produzione di frese. Data la notevole durezza degli utensili in widia per l'affilatura si usa una mola diamantata.
L'interno delle filiere, utilizzate nella trafilatura per la deformazione a freddo degli acciai, è tipicamente costituito da widia. Questo permette di ridurre di diametro il filo in ingresso con una usura dell'utensile molto ridotta. In alternativa si utilizzano filiere con nocciolo in diamante, più durevoli, ma risultano molto più costose soprattutto per trafilare fili di diametro grosso (indicativamente maggiore di 2 mm).
Sfere realizzate in widia si usano come penetratori per le prove di durezza Brinell e Rockwell.
I chiodi delle gomme chiodate utilizzate nel Rally sono realizzati in widia.